# 經濟計量學會
經濟計量學會（英語：Econometric Society），又稱計量經濟學會、國際經濟計量學會，國際性的經濟學會，其宗旨在於推動在經濟學中的統計工具應用，推展計量經濟學的進步。1930年12月29日，在美國俄亥俄州克里夫蘭的史塔爾頓飯店（Stalton Hotel）舉辦首次年會，正式宣告成立。他們的官方學報為Econometrica。

## 歷史
首任会长為欧文·费雪。16個創始會員，包括了朗纳·弗里施、约瑟夫·熊彼特、哈羅德·霍特林、威廉·菲尔丁·奥格本、奥斯丁·欧尔、諾伯特·維納等人。

## 外部連結
- 官方网站